# حزب الإصلاح والنهضة
حزب الإصلاح والنهضة هو حزب سياسي في مصر.

## تأسيس حزب الإصلاح والنهضة
تأسس الحزب في 18 يوليو 2011. هشام مصطفى عبد العزيز هو رئيس الحزب. يصف الحزب نفسه بأنه حزب ليبرالي اجتماعي نشأ بعد ثورة 25 يناير عام 2011. ويركز على تعزيز الشمول السياسي ودعم الشباب في المجالات السياسية والاجتماعية. وهو حزب لكل المصريين دون تمييز، ويقوم على مبادئ المواطنة والمساواة، بغض النظر عن الدين أو اللون أو العرق أو الجنس.

## المبادئ العامة لحزب الإصلاح والنهضة
يرى حزب الإصلاح والنهضة أن الدولة القوية لا يمكن أن تتحقق إلا من خلال مجتمع مدني قوي قادر على تخفيف العبء عن الحكومة أو محاسبتها. ويؤكد الحزب على أن كافة مبادئه وبرامجه وتصريحاته يجب أن تتوافق مع القيم التي تمثل المجتمع المصري والتي شكلت هويته حتى اليوم.
باعتباره حزباً موجهاً نحو الشباب، فإن حزب الإصلاح والنهضة ملتزم بتعزيز متطلبات الأمن القومي، والمعارضة السياسية للحكومة، وتثقيف أعضائه والشباب حول العمل السياسي. وتعتقد الحركة اعتقادا راسخا أن الاستقرار السياسي والأمني لا يمكن تحقيقه إلا في إطار نظام حزبي مستقر. وأكد ذلك هشام عبد العزيز، رئيس الحزب، خلال ندوة الأهرام بعنوان "الأحزاب بين الواقع والطموحات".

## وصلات خارجية
- الموقع الرسمي
 (بالعربية)